# 去洞庭
《去洞庭》是中国湖南作家郑小驴的一部长篇小说，2019年由北京十月文艺出版社初版。小说是作者2016年在中国人民大学参加作家班时动笔，但大部分内容是回到海南后写成的。

## 情节
农村青年小耿来到城市送快递，以筹钱救治重病的父亲。一次送快递时，他侵犯了精神失常的北漂女孩张舸，并挟她驾车逃亡，不料遭遇车祸。商人史谦发现妻子顾烨与青年作家岳廉的婚外情，谋划报复，原想驱车去洞庭湖与岳廉对峙，结果在车祸中与小耿遭遇。而岳廉创作的小说中，一个哑巴将出轨的妻子和情夫沉尸洞庭湖底，与现实形成了宿命般的对照。  
接着作者逐步揭开了张舸的过往：她曾为追求艺术而来到北京，却接连遭遇感情上的背叛，情绪崩溃，终于决定逃离北京，却在湛江被小耿绑架。岳廉溺亡，而史谦最后选择让小耿杀死自己。小说结尾，张舸手持瓶中船，暗示一切终将归于虚无。

## 分析
《去洞庭》的写作风格兼具严肃性与通俗性，体现了“混搭”特质。作者采用多线叙事结构，借鉴电影分镜头手法，以车祸、绑架、复仇等强戏剧性事件串联人物，具有强烈的节奏感与悬疑张力。这既是凯鲁亚克式流浪精神的再现，又靠小报噱头式的情节吸引读者。叙事中对人物前史的细致铺陈（如张舸的“京漂”创伤、小耿的农村背景）和社会事件的插入（如东莞制造业衰退、反日游行中的暴力），赋予文本以社会寓言的性质。
语言风格上，郑小驴放弃了早期写作的鬼蜮气息，转向冷峻和诗意。他阴郁的描绘现代生活对人的异化，如“人心是妄念、贪欲和阴谋的污地”，同时以自然意象（如洞庭湖的云雾、瓶中船）隐喻现代生活的迷惘与困顿。他继承了19世纪批判现实主义对“野心家人格”（如《红与黑》中的于连）的刻画，又以现代主义手法揭示了对人与人之间的疏离——原子化的社会中，暴力与背叛成为人际交流的常态。
小说的核心主题在于揭示当代社会关系的困境。作者批判了工具理性下对人际情感的异化：顾烨与史谦的婚姻只是商品交易，欲望吞噬了岳廉的艺术理想，张舸虽与小耿是同乡却施加伤害。这种荒诞感——无人倾听、无人在意，代表了现代人的普遍困惑。
“洞庭”既是地理目的地，也是欲望与暴力的象征。这些失败者虽然走向自我毁灭，却折射出对尊严与救赎的渴望。